# (3166) Klondike
(3166) Klondike (1940 FG) – planetoida z pasa głównego asteroid okrążająca Słońce w ciągu 3,35 lat w średniej odległości 2,24 au. Odkryta 30 marca 1940 roku.